# Protoribates osunensis
Protoribates osunensis är en kvalsterart som beskrevs av Badejo, Woas och Beck 2003. Protoribates osunensis ingår i släktet Protoribates och familjen Protoribatidae. Inga underarter finns listade i Catalogue of Life.